# 이상운 (배우)
이상운(1992년 1월 1일 ~ )는 대한민국의 배우이다.

## 학력
- 서울예술대학교 연기과

## 출연작

### 영화
- 《오늘, 우리 2》 (2021년) - 상운 역
- 《행복의 진수》 (2019년) - 진혁 역
- 《수명을 팔았다》 (2015년) - 김민재 역

### 드라마
- 2020년 JTBC 2부작 월화 단막극 《행복의 진수》 ... 진혁 역
- 2020년 JTBC 월화 미니시리즈 《모범형사》 ... 송광희 역
- 2020년 KBS2 월화 미니시리즈 《암행어사: 조선비밀수사단》
- 2021년 OCN 토일 미니시리즈 《타임즈》 ... 장영준 역
- 2021년 SBS 월화 특별기획 드라마 《홍천기》 ... 서기정 역
- 2022년 넷플릭스 오리지널 드라마 《더 패뷸러스》 ... 조세프 역
- 2023년 ENA 수목 드라마 《보라! 데보라》 ... 양진우 역
- 2024년 tvN 단막극 《O'PENing - 덕후의 딸》 … 박영진 역
- 2025년 KBS2 수목 미니시리즈 《남주의 첫날밤을 가져버렸다》 ... 차장호 역

### 뮤지컬
- 《마리퀴리》
- 《그리스》
- 《머더러》
- 《땡큐 베리 스트로베리》
- 《전설의 리틀 농구단》
- 《투모로우 모닝》
- 《시간을 걷다》
- 《특사들 쇼케이스》
- 《곤투모로우》

## 수상
- 2015년 서울아트비디오페스티벌 남자연기상
- 2024년 제10회 에이판 스타 어워즈 단편/웹드라마 부문 남자 연기상